# Donetsk
Donetsk (Oekraïens: Донецьк, [doˈnɛt͡sʲk]; Russisch: Донецк, [dɐˈnʲet͡sk]) is een stad in het oosten van Oekraïne, in de gelijknamige oblast Donetsk en is het centrum van het Donetsbekken (Donbass). De stad is met circa 1 miljoen inwoners een van de grootste steden van Oekraïne. Donetsk ligt in een steppelandschap dat is omgeven door kleine wouden, heuvels (natuurlijke heuvels en afvalbergen bij de mijnen) en meren. De omgeving wordt overwegend agrarisch gebruikt. Ongeveer 110 km ten zuiden van Donetsk ligt de Zee van Azov, waar de bevolking vanouds de vakantie pleegt door te brengen. De stad ontleent haar naam aan de rivier Donets, wat kleine Don betekent.
Sinds 2014 werd de stad in de praktijk niet meer door de Oekraïense autoriteiten, maar door de separatistische en aan Rusland gelieerde volksrepubliek Donetsk bestuurd. Eind september 2022 werd de hele regio door Rusland geannexeerd, maar deze annexatie wordt internationaal als onwettig gezien.

## Geschiedenis

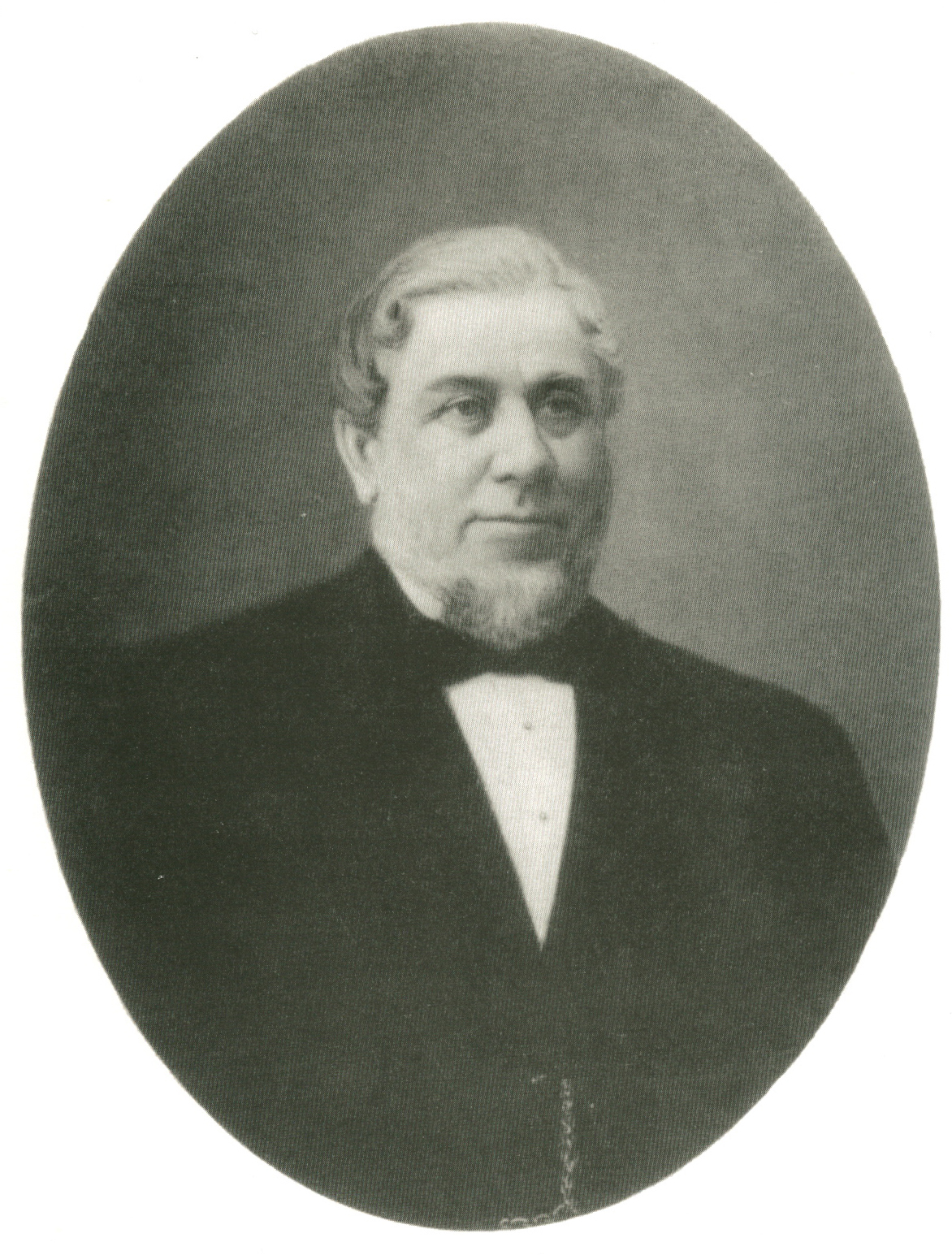
John James Hughes

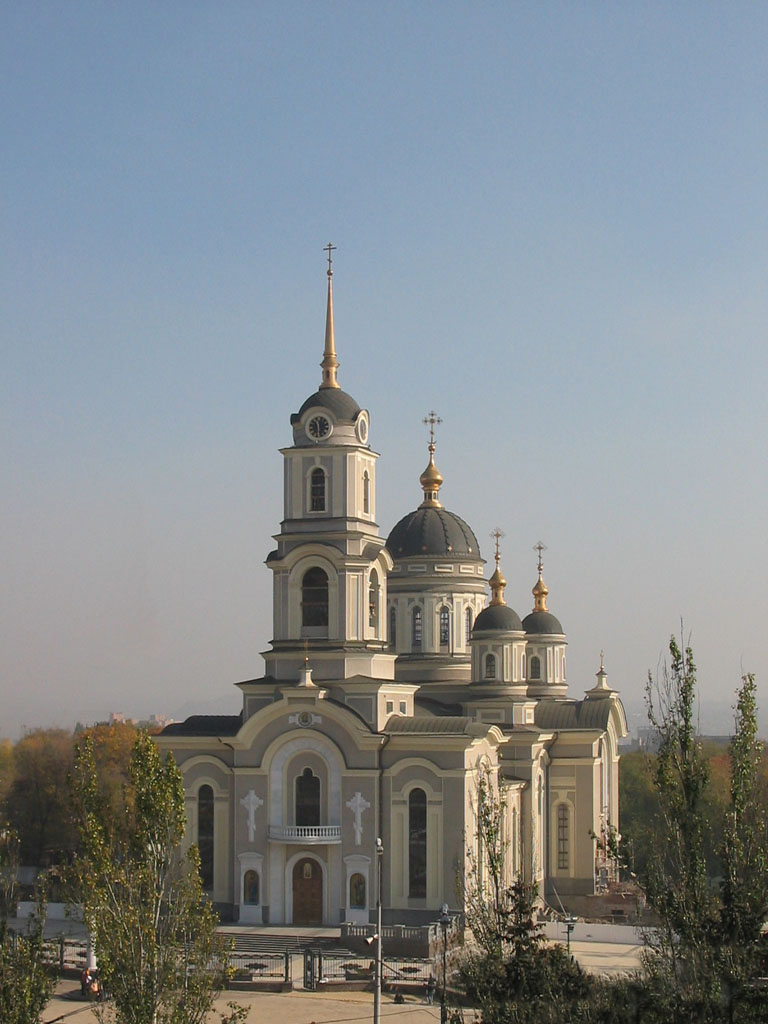
Kathedraal van de Heilige Transfiguratie

In 1869 stichtte John James Hughes, afkomstig uit Wales, ter plaatse een metallurgisch bedrijf. Rondom dit bedrijf ontstond al gauw een nederzetting, die naar Hughes "Juzovka" (Юзовка) werd genoemd. Rond 1900 had de stad al ongeveer 50.000 inwoners. In 1917 kreeg de plaats de status van stad en in 1924 werd de naam van de plaats gewijzigd in Stalino.
Tijdens de Tweede Wereldoorlog werd Donetsk bijna volledig verwoest. De stad was van 28 oktober 1941 tot 5 september 1943 door de Duitsers bezet. Gedurende die tijd werden meer dan 60.000 burgers vermoord. De Joodse gemeenschap van Stalino verloor tussen 1941 en 1942 ongeveer 17.000 mensen. Bijna 200.000 inwoners, 40% van de bevolking, waaronder veel Joden, waren kort voor de bezetting naar het oosten gevlucht, zodat in oktober 1941 nog ongeveer 290.000 mensen in de stad woonden. Het optreden van de Duitsers tegen de Oekraïense en Joodse bevolking was al in de zomer van 1941 in brede kring bekend geworden in de stad, zodat velen liever naar het oosten vluchtten dan zich bloot te stellen aan de tirannie van de Duitse bezetting.
Na de oorlog werd de stad op de tekentafel opnieuw ontworpen en opnieuw opgebouwd in typische Sovjetstijl met veel groen. Door annexatie van plaatsen in de omgeving werd de nieuwe stad veel groter dan zij voor de oorlog geweest was.
Sinds 1961 heet de stad Donetsk, naar de rivier de Donets. De stad ligt echter niet aan die rivier, maar aan de rivier Kalmioes, die bij de stad Marioepol in de Zee van Azov uitmondt. Donetsk werd in de jaren zestig door de UNESCO als groenste industriestad van haar inwonersklasse onderscheiden. Donetsk noemt zich de Stad van de Miljoenen Rozen.
Na de geslaagde revolutie van prowesterse burgers in de hoofdstad Kiev in februari 2014 tegen de Russisch gezinde president Janoekovitsj, namen pro-Russische separatisten de stad en delen van het Russisch sprekende Oost-Oekraïne in bezit en waarbij het regelmatig tot schermutselingen komt met het (verzwakte) Oekraïense leger. Hierbij vielen over en weer al tientallen doden en gewonden. In een omstreden referendum op 11 mei 2014, door het Westen niet erkend, stemde een ruime meerderheid van Donetsk en Oost-Oekraïne voor afscheiding van het westelijk landsdeel en voor (eventuele) aansluiting bij Rusland. Hierdoor ontstond de Volksrepubliek Donetsk.

## Demografie
| Jaar | Inwoners  |
| ---- | --------- |
| 1926 | 174.000   |
| 1939 | 474.000   |
| 1959 | 708.000   |
| 1971 | 891.000   |
| 1989 | 1.113.000 |
| 2001 | 1.016.194 |
| 2005 | 999.975   |

## Economie
Donetsk is een belangrijk centrum voor zware industrie en mijnbouw. Er zijn vooral veel steenkoolmijnen, voor een deel direct onder de stad. De laatste tijd hebben zich hier meer dan eens zware ongevallen voorgedaan. Steenkool, staal en chemie in Donetsk en de omliggende regio Donbass (het "Donetsbekken") vormen het zwaartepunt van de economie in Oekraïne. Geen andere regio in het land is zo belangrijk en geen regio had in de Sovjettijd – vóór de economische crisis – een zo hoge levensstandaard.

## Sport
De stad beschikt over een modern voetbalstadion, de Donbas Arena. Het biedt plaats aan meer dan 50.000 toeschouwers en is de thuishaven van topclub Sjachtar Donetsk. Tijdens het Europees kampioenschap voetbal 2012 zijn hier in totaal vijf wedstrijden gespeeld, waaronder een kwart- en halve finale. De tweede voetbalclub van de stad is Olimpik Donetsk. Beide clubs spelen in de Premjer Liha, de hoogste voetbalcompetitie van Oekraïne. Sinds de afscheiding van de Volksrepubliek Donetsk zijn beide clubs uitgeweken naar stadions elders in Oekraïne.
De ijshockeyclub HK Donbass Donetsk werd in 2011 kampioen van Oekraïne.
Tijdens de Russisch-Oekraïense Oorlog werden er in de Donbas Arena na mei 2014 geen wedstrijden meer gespeeld. De wedstrijden van Sjachtar Donetsk werden in Lviv en Charkov gespeeld.

## Bekende inwoners van Donetsk

### Geboren
- Jevgeni Chaldej (1917-1997), Russisch-Joods fotograaf
- Anatoli Fomenko (1945), Russisch wiskundige
- Natan Sharansky (1948), Russisch-Israëlisch politicus en auteur (Anatoli Sjtsjaranski)
- Viktor Zvjahintsev (1950-2022), voetballer van Oekraïense afkomst
- Viktor Tsjanov (1950-2017), voetballer van Oekraïense afkomst
- Joeri Kara (1954-2025), filmregisseur, scenarioschrijver en producent
- Joeri Oesatsjov (1957), Russisch kosmonaut
- Rinat Achmetov (1966), Oekraïens zakenman
- Vitaliy Parakhnevych (1969), Tadzjieks voetballer
- Viktor Zyemtsev (1973), Oekraïens atleet
- Bohdan Bondarjev (1974), Oekraïens wielrenner
- Antonina Jefremova (1981), Oekraïens atlete
- Joelija Bejhelzymer (1983), Oekraïens tennisspeelster
- Olha Saladoecha (1983), Oekraïens atlete
- Sergej Boebka (1987), Oekraïens tennisser
- Oleksandr Martynenko (1989), Oekraïens wielrenner
- Dani Schahin (1989), Duits voetballer
- Julia Glushko (1990), in Oekraïne geboren Israëlisch tennisspeelster
- Valerija Kononenko (1990), Oekraïens wielrenster
- Maksym Malyshev (1992), Oekraïens voetballer
- Mark Padoen (1996), Oekraïens wielrenner
- Anatolij Troebin (2001), Oekraïens voetballer
- Nikita Vlasenko (2001), Zwitsers-Oekraïens voetballer

### Overleden
- Egon von Bönninghausen (1899-1943), Nederlandse jonkheer, NSB-politicus en Oostfrontsoldaat
- Jean-Claude Van Geenberghe (1962-2009), Oekraïense springruiter van Belgische afkomst
- Maicon Pereira de Oliveira (1988-2014), Braziliaanse voetballer